# Lain (Taufkirchen)

Lain 1, Backhaus

Lain, Kapelle

Lain ist ein Gemeindeteil der Gemeinde Taufkirchen (Vils) im Landkreis Erding in Oberbayern.

## Lage
Die Einöde Lain liegt am Erlensee in der Gemarkung Gebensbach in der Luftlinie 8,25 Kilometer südöstlich des Wasserschlosses Taufkirchen.

## Denkmalschutz
Im Dreiseithof Lain 1 ist der rückwärts zweigeschossige Massivbau mit flachem Satteldach mit der Jahreszahl 1892 bezeichnet. Das Back- und Schmiedehaus mit Schweifgiebel und Kachelfriesen stammt aus der gleichen Zeit. Die Gebäude stehen unter Denkmalschutz und sind in der Liste der Baudenkmäler in Taufkirchen aufgeführt.

## Bevölkerungsentwicklung
Um 1871 gab es in Lain acht Einwohner. In der Nachkriegszeit des Zweiten Weltkriegs stieg die Bevölkerungszahl vorübergehend auf zwölf Einwohner. Im Mai 1987 lebten dort zehn Einwohner in einem Wohngebäude, das in zwei Wohnungen aufgeteilt war.
| Jahr      | 1871 | 1925 | 1950 | 1970 | 1987 |
| Einwohner | 8    | 11   | 12   | 3    | 10   |